# Sanctuaire Sainte-Catherine-de-Sienne
Le sanctuaire Sainte-Catherine-de-Sienne (santuario di Santa Caterina ou santuario cateriniano) commémore sainte Catherine de Sienne, dans un ensemble de bâtiments autour de sa maison paternelle (la dimora dei Benincasa), située sur un des versants de la colline de Sant'Antonio, de l'ensemble collinaire de Sienne, en Toscane.
On y accède par le Portique des communes d'Italie, qui donne sur deux loggiati et la chiesa del Crocifisso, dont le plan est à croix latine, et dont le nom dérive d'un crucifix miraculeux de la fin du XIIe siècle dont sainte Catherine aurait reçu les stigmates. Ce crucifix figure encore sur le maître-autel entre la corniche et des montants décorés de style baroque.
Le sanctuaire proprement dit se compose de :
- l'oratoire supérieur dit l'oratorio della Cucina (« de la cuisine »), une pièce rectangulaire à pavement de faïence du XVIIe siècle, comportant un plafond à caissons refait au Cinquecento tardif sur des plans du Riccio, un retable de Bernardino Fungai, des parois décorées peintes de 17 tableaux des épisodes de la vie de la sainte (dont L'Apothéose de sainte Catherine de Rutilio Manetti) ;
- l'oratoire de la Chambre, de la sainte, avec ses reliques et sa cellule ;
- l'oratoire inférieur dit l'oratorio della Tintoria, dans les lieux du laboratoire de son père, Jacopo, teinturier, dit aussi « Oratorio di santa Caterina in Fontebranda » (du nom d'une fontaine proche du lieu) et celui de l'officielle « Contrada dell'Oca », transformé en église entre 1465 et 1474, avec une statue en bois polychrome de la sainte par Neroccio di Landi (v. 1474).
- la sacristie, avec la statue de sainte Catherine.

Il existe également une petite église de Sienne située au 19, piazza Giacomo Matteotti, définie comme Oratorio di Santa Caterina ou du Paradiso, appartenant à la Contrada del Drago.

## Sources
- (it) Cet article est partiellement ou en totalité issu de l’article de Wikipédia en italien intitulé « Santuario di Santa Caterina (Siena) » (voir la liste des auteurs).